# Parábola de la mota y la viga

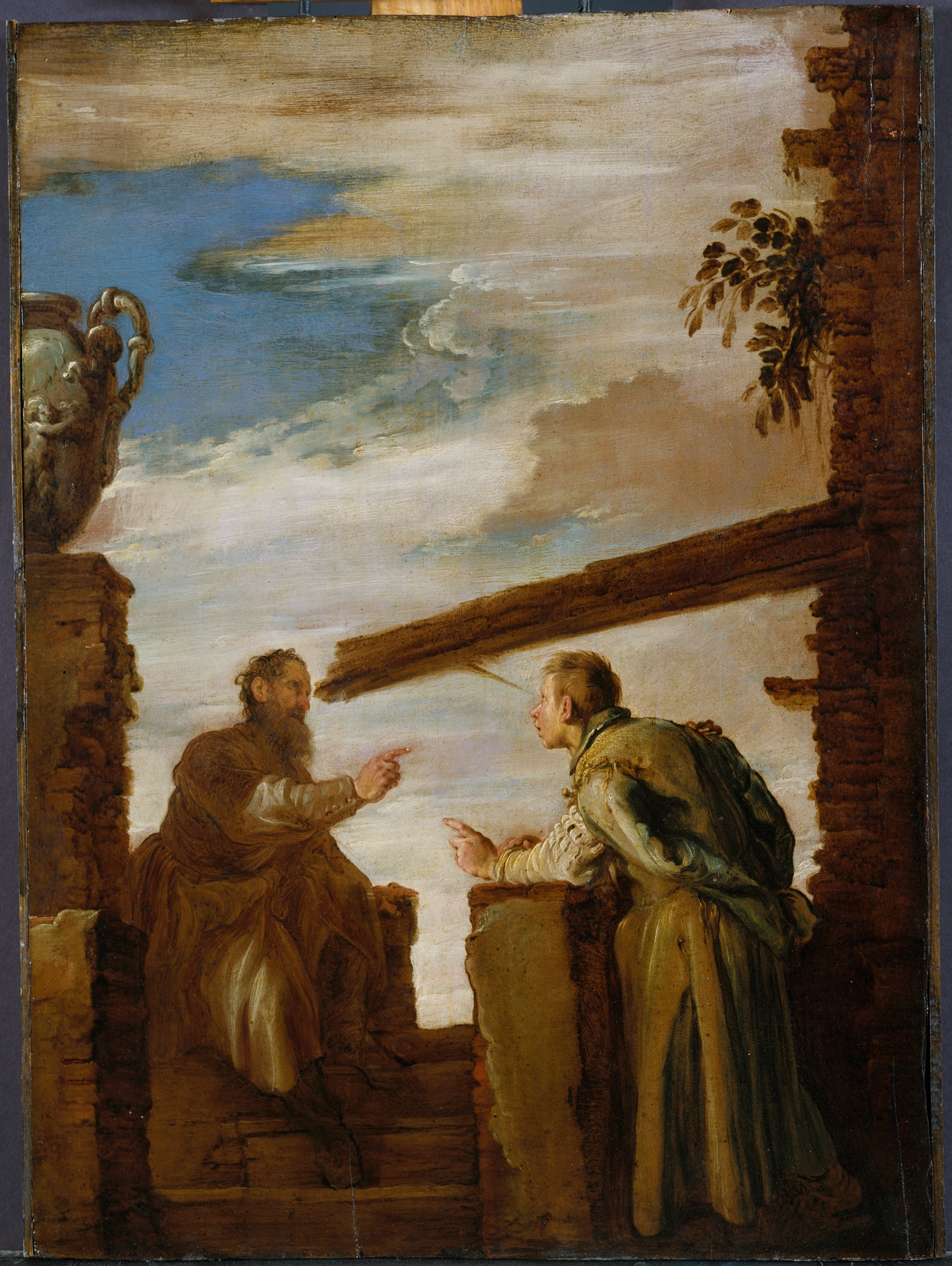
Pintura c. 1619 de Domenico Fetti titulada la parábola de la paja y la viga

La parábola de la paja y la viga, o de la paja en el ojo ajeno y la viga en el propio es una  parábola de Jesús dada como parte del Sermón de la Montaña en el Evangelio de Mateo, capítulo 7, versículos 1-5. El discurso es bastante breve y comienza advirtiendo a sus seguidores de los peligros de juzgar a los demás, afirmando que ellos también serían juzgados por el mismo rasero.

## Texto bíblico

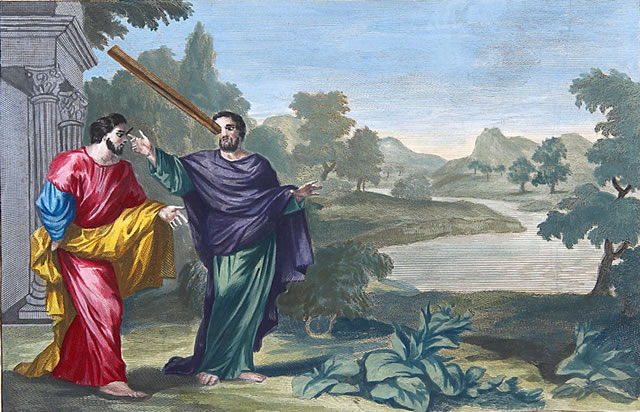
Impresión de la Biblia de Mortier, publicada por Pieter Mortier hacia 1700: "La viga y la astilla".

«No juzguéis para no ser juzgados. Porque con el juicio con que juzguéis se os juzgará, y con la medida con que midáis se os medirá. »¿Por qué te fijas en la mota del ojo de tu hermano, y no reparas en la viga que hay en el tuyo? ¿cómo vas a decir a tu hermano: «Deja que saque la mota de tu ojo», cuando tú tienes una viga en el tuyo? Hipócrita: saca primero la viga de tu ojo, y entonces verás con claridad cómo sacar la mota del ojo de tu hermano.

## Interpretación de la Iglesia católica

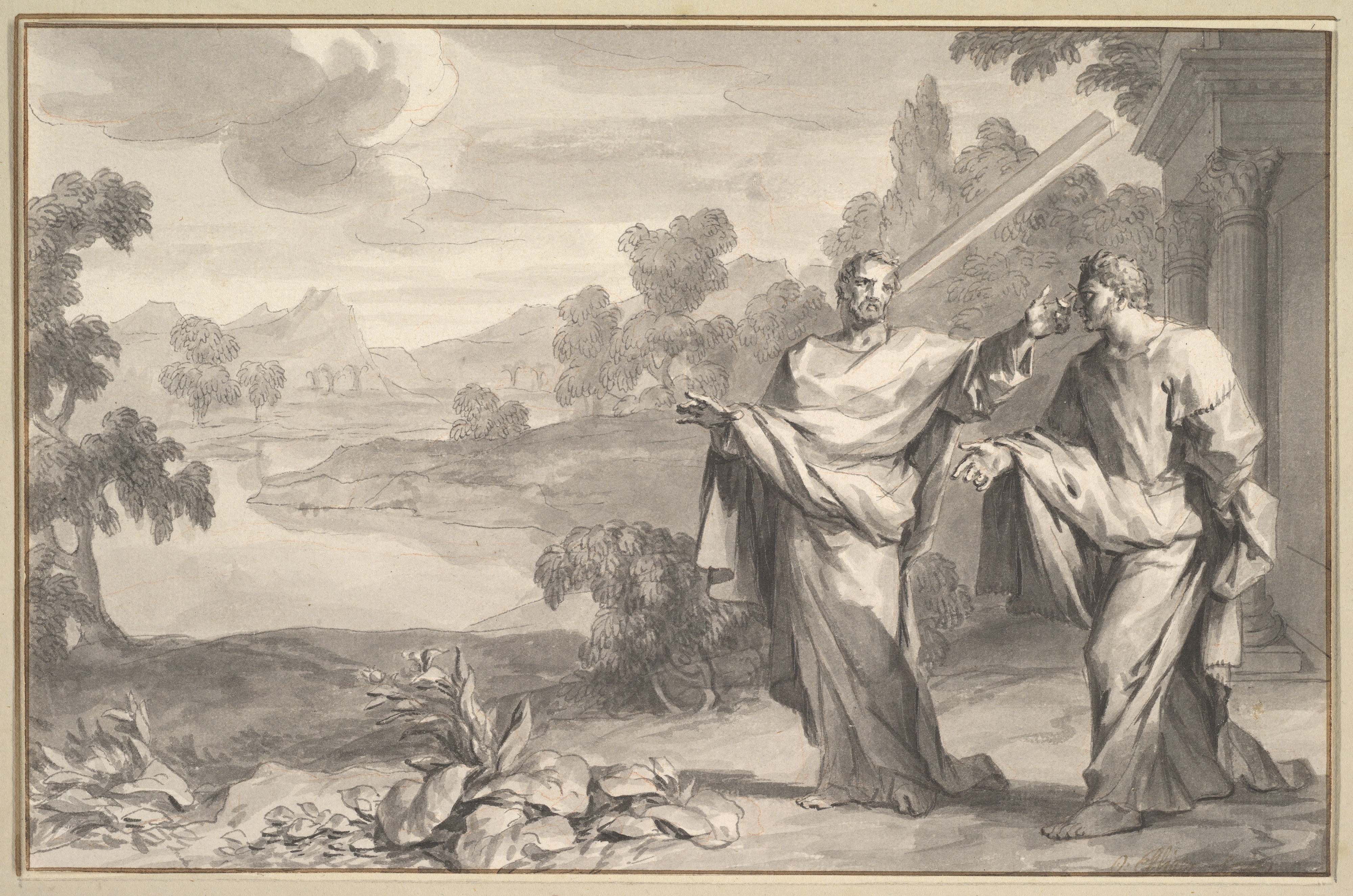
La parábola de la paja y la viga. Dibujo de Ottmar Elliger el Joven (1666–1735).

San Mateo recoge diversas recomendaciones del Señor sobre la conducta de quienes son sus discípulos. Se debe vivir la caridad fraterna, siendo muy prudentes al juzgar. Conforme a una práctica usual de aquella época, se utilizaba la voz pasiva para evitar pronunciar el nombre de Dios y señalar así sus acciones. Jesús se sirve aquí de la voz pasiva («se os juzgará», «se os medirá») para indicar que Dios, que conoce todo lo que pensamos, se apropiará de nuestros criterios de juicio para juzgarnos a nosotros: «Que Dios mide como medimos y perdona como perdonamos, y nos socorre en la manera y las entrañas que nos ve socorrer». Después, Jesús advierte que se puede tener deformada la vista, y ver las cosas desatinadamente, aunque éstas sean correctas. San Agustín, recordando el pasaje, daba este consejo: «Procurad adquirir las virtudes que creéis que faltan en vuestros hermanos, y ya no veréis sus defectos, porque no los tendréis vosotros». También se debe custodiar la doctrina de Jesucristo como algo santo, como una perla preciosa (v. 6). Las «cosas santas» evocan probablemente las ofrendas presentadas en el Templo, que eran santas y que se reservaban a los sacerdotes; no se daban a extraños y mucho menos a los perros que lo comen todo, y no distinguen entre lo puro y lo impuro  La perla es un objeto de gran valor, por eso el Reino de los Cielos es como un perla preciosa, y no puede darse a un animal impuro que no la valora y la hace impura. Los primeros cristianos aplicaron esta enseñanza a la Eucaristía: «Que de vuestra acción de gracias coman y beban sólo los bautizados en el nombre del Señor, pues acerca de ello dijo el Señor: No deis lo santo a los perros». Finalmente, el Maestro nos aconseja rezar con la seguridad de que Dios Padre  concederá lo que se le pida, y hacer el bien a los demás sin poner condiciones, como en buena lógica no las pone cada uno en el amor a sí mismo. Esta sentencia de Jesús, llamada la «regla de oro», ofrece un criterio práctico de caridad hacia los demás. En el contexto del Sermón de la Montaña, remite a la doctrina del Señor como plenitud de la Ley: el amor al prójimo resume los mandamientos. Sin embargo, la «regla de oro» da sólo el límite inferior del amor fraterno; la enseñanza quedará completada con el «mandamiento nuevo» de Jesucristo, donde nos ordena amar a los demás como Él mismo nos ha amado.